# Schola cantorum (Päpstlicher Hof)
Die Schola cantorum (lateinisch für „Sängerschule“) war ein berufsmäßiger Chor aus Männern und Knaben am päpstlichen Hof zur Zeit des Mittelalters.
Seit dem 4./5. Jahrhundert gab es vermutlich Stätten, in denen kirchliche Sänger ausgebildet wurden. In seiner Lebensbeschreibung Papst Gregors des Großen († 604) bringt Johannes Hymmonides diesen mit der Gründung der Schola cantorum in Verbindung, sichere Belege ihrer Existenz datieren jedoch erst aus dem späten 7. Jahrhundert. Die anfangs sieben Sänger der Schola cantorum – aus denen selbst mehrere Päpste hervorgingen – spielten eine wichtige Rolle bei der gesanglichen Unterweisung im Rahmen der Einführung der römischen Liturgie und der Entwicklung eines Repertoires liturgischer Gesänge. Daher wurden sie auch ins Ausland berufen, etwa nach England, Irland oder Franken. Durch sie gelangten römische Gesänge auch an den karolingischen Hof Karls des Großen, wo sich der Gregorianische Gesang weiterentwickelte. Als Schola cantorum wurden seit dem 8. Jahrhundert auch ähnliche Gruppen an anderen Orten im Fränkischen Reich bezeichnet.
Nach der Verlegung des päpstlichen Sitzes nach Avignon 1305 verlor die Schola cantorum an Bedeutung. Heute firmiert die Schola unter der Bezeichnung Cappella Musicale Pontificia Sistina (Päpstlicher Chor der Sixtinischen Kapelle).
Mehrere Konservatorien griffen in der Neuzeit diese Bezeichnung wieder auf; bekannteste Beispiele sind die Schola Cantorum Basiliensis in Basel und die Schola Cantorum in Paris.